# Glen Affric
Glen Affric är en dal i Storbritannien.   Den ligger i kommunen Highland och riksdelen Skottland, i den norra delen av landet, 700 km nordväst om huvudstaden London.

## Övrigt
Sedan 2008 ägs Glen Affric av den Saint-Barthélemy-baserade hotellentreprenören David Matthews, far till James Matthews och svärfar till Pippa Middleton.